# Galerie Lous Martin
Galerie Lous Martin (1996-2011) was een Nederlandse galerie in Delft.
Sieraadontwerper Lous Martin nam in 1996 Galerie Trits over, gestart door Laura Bakker en Ger Boekestein. Eerder runde zij met Hans Appenzeller in Amsterdam Galerie Sieraad (1969-1975), de eerste galerie in Nederland die was gespecialiseerd in het sieraad.
Galerie Lous Martin was gevestigd in de binnenstad van Delft. In de galerie werd in een wisselende collectie het werk getoond van ruim vijftig ontwerpers en kunstenaars, onder wie Herman Hermsen, Susanne Klemm, Carla Nuis en Bruno Ninaber van Eyben. Daarnaast werden diverse exposities georganiseerd. Hoewel de nadruk lag op moderne sieraden, werden ook andere ontwerpen met bijzondere vormgeving getoond, zoals tassen, lampen en vazen. Van 7 november 2010 tot en met 29 januari 2011 werd de afscheidstentoonstelling Vormgeving met een (afscheids)kus gehouden, met werk van 45 ontwerpers, waaronder Judith Bloedjes, Petra Hartman, Maria Hees, Beppe Kessler, Daniëlle Koninkx, Nel Linssen, Jan Matthesius, Coen Mulder, Chequita Nahar, Ineke Otte, Uli Rapp, Blanka Sperková en Thea Tolsma, die Martin heeft vertegenwoordigd in haar galerie(s). Per 1 februari 2011 ging Martin met pensioen en werd de galerie gesloten.
Het archief van Galerie Lous Martin is ondergebracht bij het Rijksbureau voor Kunsthistorische Documentatie.

## Tentoonstellingen (selectie)
- 2010 - Vormgeving met een afscheidskus.